# Michel Dumont
Michel Dumont (ur. 29 stycznia 1941 w Saguenay, zm. 13 sierpnia 2020) – kanadyjski aktor. 
Pełnił funkcję dyrektora artystycznego Théâtre Jean-Duceppe w Montrealu od 1991 do 2018 roku.

## Wybrana filmografia
- 1979: Ekler czekoladowy
- 1985: Minister jako Alain Robert
- 1986: Panie serca jako Gilbert Trudel
- 1990: Cargo jako Philippe
- 1996: Omerta - zmowa milczenia jako Gilbert Tanguay
- 1997: Omerta - zmowa milczenia 2 jako Gilbert Tanguay
- 2002: Bunker, le cirque
- 2006: Bez niej jako Mike
- 2009: Yamaska jako Zachary Harrison
- 2011: Café de Flore jako Julien Godin
- 2012: Omertà jako Gilbert Tanguay
- 2015: Le Garagiste jako Roland

## Wyróżnienia
- Prix Gémeaux dla najlepszego aktora męskiego, Omerta 2 - zmowa milczenia (1997)
- Prix Gémeaux dla najlepszego aktora męskiego, Bunker, le cirque (2003)
- Oficer (OQ) Ordre national du Québec (2013)